# Раус, Эдвард Джон
Э́двард Джон Ра́ус (англ. Edward John Routh; 20 января 1831, Квебек — 7 июня 1907, Кембридж) — английский механик и математик, член Лондонского королевского общества (1872).

## Биография
Эдвард Джон Раус родился 20 января 1831 года в канадском городе Квебек, где в то время служил его отец. Отец Рауса, сэр Рэндольф Ишем Раус (англ. Randolph Isham Routh; 1782—1858), прослужил в британской армии 37 лет, участник битвы при Ватерлоо; в 1826 году стал комиссар-генералом. Мать Рауса — франкоканадка Мари Луиза Ташро (англ. Marie Louise Taschereau; 1810—1891) — была сестрой будущего кардинала и Архиепископа Квебекского Э.-А. Ташро. В 1842 году семья переехала в Англию и поселилась в Лондоне.
В 1847—1849 годах Раус учился в Лондонском Университетском колледже и по его окончании получил степень бакалавра; тогда же (под влиянием О. де Моргана, под руководством которого Раус осваивал математику) он пришёл к решению сделать карьеру математика. В 1850—1854 годах Э. Дж. Раус продолжал своё обучение в Кембриджском университете, где получил степень магистра. При этом на выпускном экзамене по математике Трайпос Раус занял первое место (вторым был Дж. К. Максвелл; по решению экзаменационной комиссии престижный Приз Смита был поделён между ними поровну — первый случай в истории приза).
С 1855 по 1888 годы Раус преподавал математику в Кембриджском университете, профессор; в 1888 году оставил преподавание и занимался только исследовательской работой.
31 августа 1864 года Раус женился на Хильде Эйри (англ. Hilda Airy; 1840—1916), старшей дочери английского астронома и механика Джорджа Бидделла Эйри, директора Гринвичской обсерватории. У них было пятеро сыновей и дочь.
В Кембридже Раус проявил себя как блестящий педагог; за время работы в университете он работал примерно с 700 учениками, многие из которых позже успешно занимались научно-исследовательской работой (среди них — такие крупные учёные, как Дж. У. Рэлей, Дж. Г. Дарвин, Дж. Дж. Томсон, Дж. Лармор, А. Н. Уайтхед). По поводу педагогических талантов Рауса рассказывали историю о том, что один из студентов, изучавших гидродинамику, никак не мог понять, как хоть что-нибудь может плавать; после разъяснений Рауса студент ушёл и теперь уже не понимал, как хоть что-нибудь может утонуть.
В 1854 году Раус был избран членом Кембриджского философского общества; в 1856 году он стал одним из основателей Лондонского математического общества. Был также избран членом Королевского астрономического общества (1866) и Лондонского королевского общества (1872).
Многие свои научные результаты, полученные в ходе решения различных задач механики, Раус включил в свой трактат «Динамика системы твёрдых тел» («Dynamics of a System of Rigid Bodies»), который вышел первым изданием в 1860 году, а при последующих изданиях увеличил объём до двух томов. Трактат стал классическим сочинением по теоретической механике и характеризовался А. Зоммерфельдом как «коллекция задач, уникальная по своему многообразию и богатству»; он неоднократно переиздавался в Великобритании и был переведён на ряд языков.
7 июня 1907 года Раус скончался и был похоронен в Черри Хилтон — деревушке неподалёку от Кембриджа.

## Научная деятельность
Основные исследования Э. Дж. Рауса относятся к теории устойчивости движения, аналитической механике и динамике твёрдого тела. Занимался также и другими разделами математики и механики (в частности, исследовал динамику нити).

### Теория устойчивости
В 1875 году Раус решил задачу Максвелла, которую тот поставил в 1868 году на заседании Лондонского математического общества: найти удобный для практического применения критерий устойчивости многочлена произвольной степени с действительными коэффициентами (устойчивым многочленом называется такой многочлен, у которого действительные части всех корней отрицательны; см. Устойчивый многочлен). Раус предложил алгоритм (алгоритм Рауса), предполагающий построение по коэффициентам многочлена некоторой таблицы (схема Рауса) и позволяющий с помощью простых арифметических операций за конечное число шагов выяснить, будет ли конкретный многочлен устойчивым или нет.
Отметим, что в 1895 году А. Гурвиц доказал другой (эквивалентный) критерий устойчивости многочлена с действительными коэффициентами — критерий Гурвица (чаще называемый критерием Рауса — Гурвица), сводящийся к условию положительности некоторых определителей, составленных из коэффициентов многочлена. Практика показала, что для выяснения устойчивости конкретного многочлена (с числовыми коэффициентами) удобнее алгоритм Рауса, а при изучении устойчивости многочленов «общего вида» (то есть с буквенными коэффициентами) более эффективен критерий Гурвица.
Значительный вклад сделал Раус в развитие теории устойчивости движения. Если устойчивость положений равновесия механических систем рассматривалась ещё Лагранжем, а устойчивость планетных движений — Лапласом и Пуассоном, то Э. Дж. Раус и Н. Е. Жуковский в 70-80-х годах XIX века завершили развитие классической теории устойчивости по первому приближению и добились первых серьёзных успехов при изучении устойчивости движения в общей постановке.
При этом взгляды Рауса («Трактат об устойчивости заданного состояния движения», 1877) и Жуковского (1882) отличались в самом определении устойчивости движения: у Жуковского в определении устойчивости движения речь шла об устойчивости траекторий точек механической системы, а Раус называл движение устойчивым, если возмущения, являвшиеся в начальный момент времени малыми, продолжали быть малыми и при дальнейшем движении; однако понятие о малости возмущений у него (как и у Жуковского) остаётся нечётким. Строгое и общее определение устойчивости движения было дано позже А. М. Ляпуновым.

### Аналитическая механика
В 1876 году Раус разработал метод исключения циклических координат из уравнений движения механических систем и в связи с этим предложил новую разновидность уравнений движения систем с идеальными двусторонними голономными связями — уравнения Рауса, имеющие многообразные применения в аналитической механике. Их составление предусматривает подразделение обобщённых координат на две группы; уравнения Рауса имеют для координат одной из этих групп лагранжеву, а для координат другой группы — гамильтонову форму. Процедура составления уравнений Рауса для конкретной системы начинается с нахождения явного вида введённой Раусом функции, которую он сам называл «изменённой функцией Лагранжа» и которую ныне именуют функцией Рауса.
Метод исключения циклических координат был применён Раусом, в частности, при исследовании стационарных движений консервативных систем с циклическими координатами — движений, при которых остаются постоянными циклические скорости и позиционные (т. е. не циклические) координаты. В рамках этого исследования была доказана теорема Рауса: если в стационарном движении приведённая потенциальная энергия системы (потенциал Рауса) имеет строгий локальный минимум, то данное движение устойчиво относительно позиционных координат и скоростей.
В 1877 году Раус, обсуждая применимость уравнений Лагранжа к неголономным системам, предложил модифицировать данные уравнения путём введения в их правые части слагаемых с неопределёнными множителями (число которых равно количеству дополнительно налагаемых связей).

### Динамика твёрдого тела
Раусу принадлежит решение многих задач динамики абсолютно твёрдого тела и систем твёрдых тел. Большое внимание Раус уделял задачам теории удара, и в его работах была разработана общая теория соударения твёрдых тел. При этом Раус рассматривает соударения не только абсолютно гладких, но и шероховатых тел (когда имеет место ударное трение); обобщая экспериментальные данные А. Морена, он формулирует положение о том, что отношение касательной и нормальной составляющих ударного импульса — такое же, как и отношение касательной и нормальной составляющих реакций связи при сухом трении, т. е. совпадает с коэффициентом трения (ныне это положение известно как гипотеза Рауса). Раусу принадлежит и распространение уравнений Лагранжа второго рода на системы с ударными силами.

### Геометрия
Теорема Рауса, опубликованная в Treatise on Analytical Statics with Numerous Examples в 1896 году.

## Публикации

### На английском языке
- Routh E.  A treatise of a stability of a given state of motion. — London: MacMillan, 1877.
- Routh, Edward John, Watson, Henry William Cambridge Senate-House problems and riders for the year 1860 : with solutions. 1860. 232 p.

### В переводе на русский язык
- Раус, Э. Дж.  Динамика системы твёрдых тел. Т. I. — М.: Наука, 1983. — 464 с.
- Раус, Э. Дж.  Динамика системы твёрдых тел. Т. II. — М.: Наука, 1983. — 544 с.